# Solaria (bolygó)
A Solaria egy kitalált bolygó Isaac Asimov Alapítvány–Birodalom–Robot regényciklusában. A Külső Világok egyike, robotgyártásáról híres bolygó. Az Űrjárók ezt a bolygót népesítették be legutoljára, és világaik közül ez maradt meg legtovább.

## A bolygó földrajzi jellemzői
Egy napja 28,35 standard órából áll. A solariai óra tíz tizedre oszlik, egy tized száz századból áll. Az átmérője 15.300 kilométer. A nap három bolygója közül ez a legkülső és egyedül lakott. Lakható felszíne ötvenmillió négyzetkilométer. Éghajlata és légköre hasonlít a Földéhez. Termőterületének aránya magasabb, haszonásvány-tartalma alacsonyabb, kevésbé kiaknázott.

## Eredete és történelme
Önellátó világ volt, robotkivitele révén magas életszínvonalat tartott fönn. Húszezer ember lakta, és kétszázmillió robot - vagyis egy emberre tízezer robot jutott. A Külső Világok között ezen volt a legmagasabb robot-ember arány.
Háromszáz évvel Elijah Baley látogatása, vagyis a Delmarre-ügy előtt népesült be. A telepesek a Nexonról érkeztek. A Nexon túlnépesedése, a birtokolható robotok számának korlátozása miatt egyre több nexoni épített nyári lakot a közeli Solarián, mígnem rájöttek, hogy a költözési hullám hamar egy újabb bolygó túlzsúfolásához vezethet. Ezért drasztikus létszámszabályozást vezettek be, majd kivívták függetlenségüket.
Solarián nem voltak ritkák a 25 négyzetkilométeres birtokok sem. Az emberek hatalmas házakban laktak, ahol minden egyes szoba külön célt szolgált. A szobák falaiba mélyedéseket építettek a robotok számára, ahol azok feltűnés nélkül várakozhattak, hogy az emberek egyezményes, feltűnés nélküli kézjeleire végrehajtsák feladataikat.
Baleynek saját házat emeltek érkezésekor Hannis Gruer birtokán, és távozása után lebontották. Egy birtokon ugyanis csak egyetlen ház állhatott. A bolygó lakói személyesen sosem találkoztak, az általános érintkezési forma a teljesen élethű, háromdimenziós vetített hologram volt. Még az egy házban lakó házaspárok is csak “távnézték” egymást, és csak a kötelezően előírt alkalmakkor kerültek egymás közelébe. A “látás” valóságos kínszenvedés volt mindkét fél számára, az emberek rosszul lettek egymás fizikai jelenlététől. A megtermékenyített magzatok “felnevelését” a bolygó egyetlen foetológusára bízták.
A bolygónak nem volt rendőrsége, minthogy bűnözés gyakorlatilag nem fordult elő. A Delmarre-ügy két évszázad után az első erőszakos cselekmény volt.